# مؤسسه عالی علوم کامپیوتر و فناوری اطلاعات
مؤسسه عالی علوم کامپیوتر و فناوری اطلاعات یک دانشگاه در مصر است که در قاهره واقع شده‌است.